# Angel Lagdameo

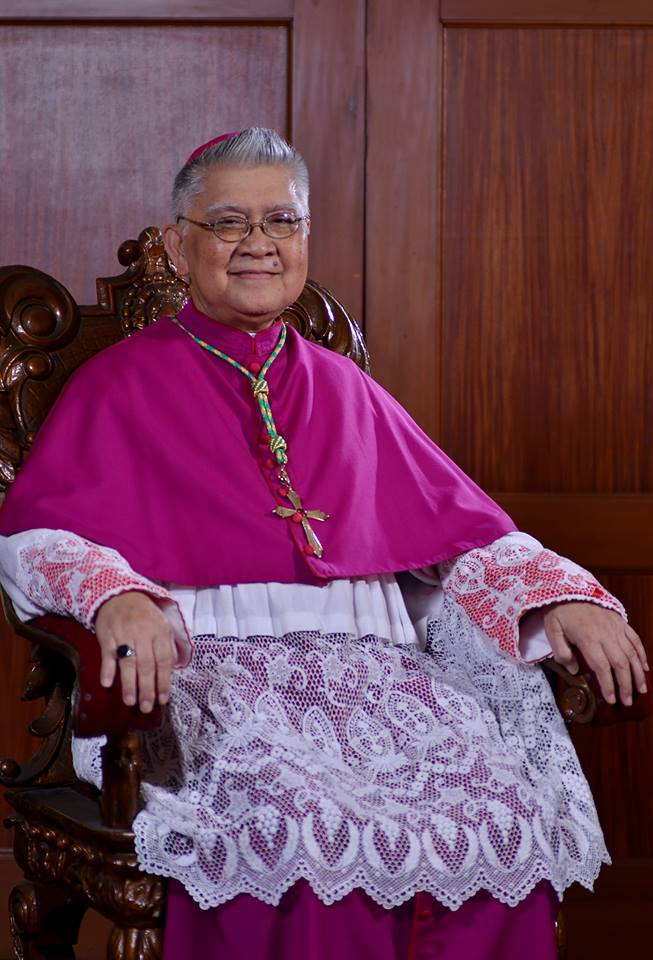
Erzbischof Angel Lagdameo

Angel Nacorda Lagdameo (* 2. August 1940 in Lucban; † 8. Juli 2022 in Iloilo City) war ein philippinischer Geistlicher und römisch-katholischer Erzbischof von Jaro sowie Vorsitzender der Katholischen Bischofskonferenz der Philippinen (CBCP).

## Leben

Wappen als Bischof von Dumaguete

Angel Nacorda Lagdameo studierte am San Jose Seminars des Ateneo de Manila University und empfing am 19. Dezember 1964 die Priesterweihe. er war in verschiedenen Ämtern im Mount Carmel Seminary und an der St. Alphonsus School of Theology tätig. 
Papst Johannes Paul II. ernannte ihn am 19. Juni 1980 zum Titularbischof von Oreto und Weihbischof in Cebu. Die Bischofsweihe spendete ihm der Apostolische Nuntius auf den Philippinen, Erzbischof Bruno Torpigliani, am 12. August desselben Jahres; Mitkonsekratoren waren  Ricardo Jamin Vidal, Erzbischof von Lipa, und José Tomás Sánchez, Bischof von Lucena.
Am 31. Januar 1986 ernannte ihn der Papst zum Koadjutorbischof von Dumaguete. Mit der Emeritierung Epifanio Surban Belmontes am 30. Mai 1989 folgte er diesem im Amt des Bischofs von Dumaguete nach und er wurde am 2. August desselben Jahres in das Amt eingeführt.
Am 11. März 2000 wurde er zum Erzbischof von Jaro ernannt. Von 2005 bis 2009 war er Vorsitzender der Katholischen Bischofskonferenz der Philippinen (CBCP). Vor seiner Wahl war er für zwei Amtszeiten von vier Jahren Vizepräsident der CBCP. Außerdem war er früher Vorsitzender des Laienbüros der Föderation der Bischofskonferenzen in Asien.
Papst Franziskus nahm am 14. Februar 2018 seinen altersbedingten Rücktritt an.
Als Erzbischof war Lagdameo in sozioökonomischen Fragen aktiv, unter anderem als Vorkämpfer gegen den Bau eines Kohlekraftwerks in der Region. Als CBCP-Präsident war Lagdameo gegen das damalige Gesetz zur reproduktiven Gesundheit.